# Powerballin'
Albums de Chingy
Jackpot
(2003) Hoodstar
(2006)
Singles
1. Don't Worry
Sortie : 26 avril 2004
2. Balla Baby
Sortie : 1er novembre 2004

Powerballin' est le deuxième album studio de Chingy, sorti le 16 novembre 2004.
L'album s'est classé 5e au Top R&B/Hip-Hop Albums et 10e au Billboard 200 et a été certifié disque de platine par la Recording Industry Association of America (RIAA) le 21 mars 2005.

## Listes des titres
| No  | Titre                                                         | Contient un (des) sample(s) de       | Durée      |
| --- | ------------------------------------------------------------- | ------------------------------------ | ---------- |
| 1.  | Haters 101 (Intro)                                            |                                      | 2 min 15 s |
| 2.  | Give 'Em Some Mo                                              |                                      | 3 min 07 s |
| 3.  | Fall-N (featuring G.I.B.)                                     |                                      | 3 min 37 s |
| 4.  | Balla Baby                                                    |                                      | 3 min 33 s |
| 5.  | Jackpot the Pimp (Part 2) (Skit)                              |                                      | 50 s       |
| 6.  | Leave wit Me (featuring R. Kelly et Ziggy)                    |                                      | 3 min 57 s |
| 7.  | Make That Ass Talk (featuring Ziggy)                          |                                      | 3 min 50 s |
| 8.  | I Do                                                          |                                      | 3 min 58 s |
| 9.  | Don't Worry (featuring Janet Jackson)                         | Just Me and You de Tony! Toni! Toné! | 4 min 25 s |
| 10. | All the Way to St. Lou (featuring. David Banner et Nate Dogg) | Pass the Dutchie de Musical Youth    | 4 min 03 s |
| 11. | 26's (featuring Lil Wayne)                                    |                                      | 4 min 25 s |
| 12. | We Clubbin'                                                   |                                      | 4 min 01 s |
| 13. | We Do (featuring Bun B)                                       |                                      | 3 min 19 s |
| 14. | Wurr Da 'Git It' Gurlz at? (featuring G.I.B.)                 |                                      | 3 min 49 s |
| 15. | Bring Da Beef (featuring G.I.B.)                              |                                      | 4 min 12 s |
| 16. | Outro                                                         |                                      | 2 min 57 s |

| 17. | Balla Baby (Remix) (featuring Lil Flip et Boozie) | 4 min 01 s |
| 18. | What Up wit It (featuring G.I.B.)                 | 4 min 04 s |
| 19. | Don't Really Care                                 | 4 min 06 s |